# Calyptranthes mirabilis
Calyptranthes mirabilis är en myrtenväxtart som beskrevs av Johannes Bisse och A.Rodr.. Calyptranthes mirabilis ingår i släktet Calyptranthes och familjen myrtenväxter.
Artens utbredningsområde är Kuba. Inga underarter finns listade i Catalogue of Life.